# Amomum compactum
Pour les articles homonymes, voir Cardamome (homonymie).
Espèce
Classification APG II (2003)

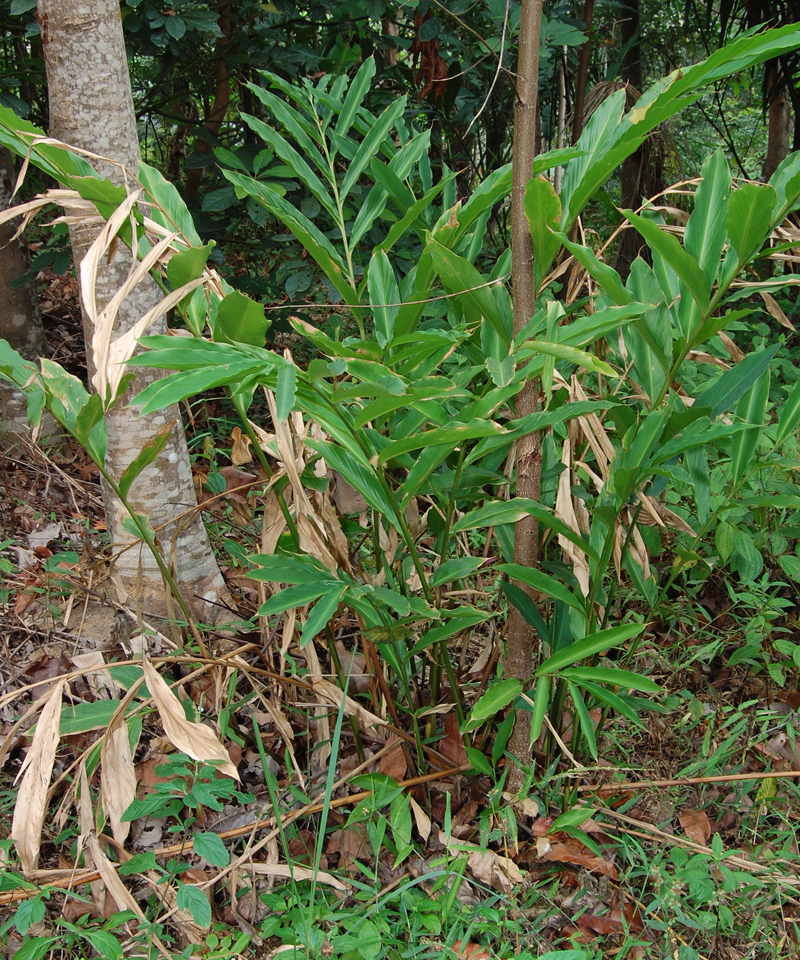
Touffe de Cardamome en Grappe.

La Cardamome en grappe (Amomum compactum), est une plante herbacée du genre Amomum de la famille des Zingiberaceae.

### En cuisine

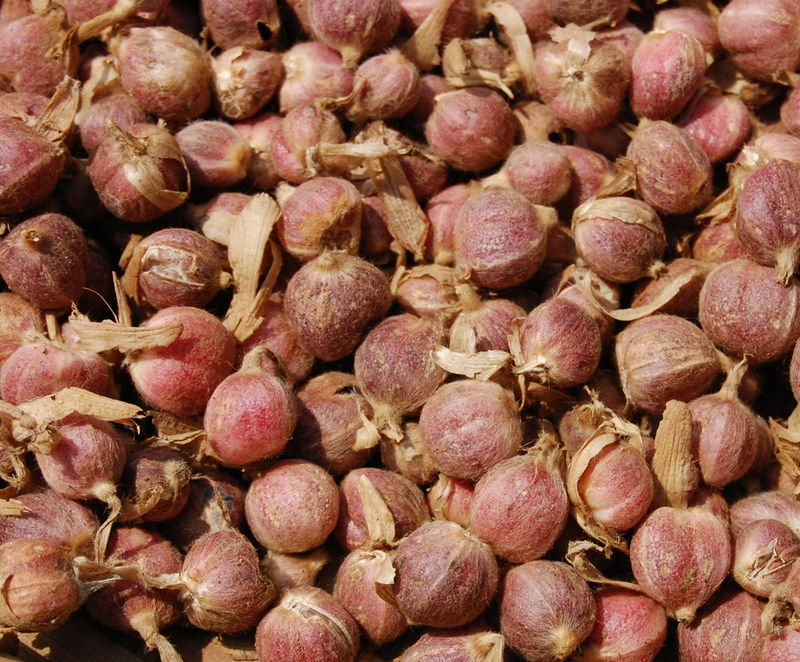

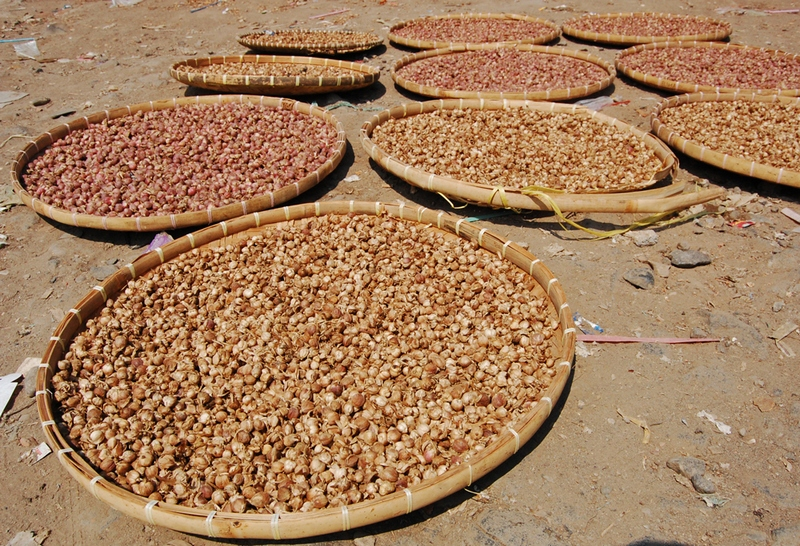
Épices au séchage

## Synonymes
Selon World Checklist of Selected Plant Families (WCSP) (26 sept 2011) :
- Amomum cardamomum Willd., Enum. Pl., Suppl.: 1 (1814), nom. illeg.
- Amomum kepulaga Sprague & Burkill, Gard. Bull. Straits Settlem. 6: 10 (1929).